# Schizochilus
Schizochilus – rodzaj roślin z rodziny storczykowatych (Orchidaceae). Obejmuje 11 gatunków występujących w Afryce w takich krajach jak: Republika Południowej Afryki, Lesotho, Malawi, Mozambik, Eswatini, Tanzania, Zimbabwe.

## Systematyka
Rodzaj sklasyfikowany do podplemienia Orchidinae w plemieniu Orchideae, podrodzina storczykowe (Orchidoideae), rodzina storczykowate (Orchidaceae), rząd szparagowce (Asparagales) w obrębie roślin jednoliściennych.
Wykaz gatunków
- Schizochilus angustifolius Rolfe
- Schizochilus bulbinella (Rchb.f.) Bolus
- Schizochilus calcaratus P.J.Cribb & la Croix
- Schizochilus cecilii Rolfe
- Schizochilus crenulatus H.P.Linder
- Schizochilus flexuosus Harv. ex Rolfe
- Schizochilus gerrardii (Rchb.f.) Bolus
- Schizochilus lepidus Summerh.
- Schizochilus lilacinus Schelpe ex H.P.Linder
- Schizochilus sulphureus Schltr.
- Schizochilus zeyheri Sond.